# Segismundo Toxicómano
Segismundo Toxicómano est un groupe de punk rock espagnol, originaire de Vitoria, Álava, au Pays-Basque. Il est formé en 1997, et compte sept albums studio, un album live et trois EP.

## Biographie
Le groupe est formé en octobre 1997 par des membres de groupes basques (Cicatriz) et internationaux (Cock Sparrer). Leur premier album homonyme sort en 1998. Compte tenu du succès du premier album, au début de l'année 2000, ils sortent leur deuxième album, Mundo tóxico, qui contient des morceaux tels que Realidad, Pobredumbre et Odio. Les deux albums sont enregistrés avec le label Potencial Hardcore. En été 2001, ils enregistrent leur troisième album intitulé, 1, 2, 3..Fuego! qui contient une reprise du morceau England Belongs to Me par Cock Sparrer, intitulée Euskadi.
En 2004, ils sortent leur quatrième album Escapa!, qui comprend des chansons comme Sospechosos, Mi vida et Nos joden. Au début de l'année 2006, ils publient Auschwitz 05. Cet album et son prédécesseur sont enregistrés avec le label Santo Grial Records. En décembre 2006, ils enregistrent leur album live à la sala HellDorado de Vitoria. Il sort finalement sous le titre Balance de daños, en avril en format digipack incluant deux disques : le live, et un autre disque avec des reprises et raretés, ainsi que deux clips vidéo. En 2009, les membres du groupe décident de publier leurs propres albums sous le label ODNI Records.
Après plusieurs albums, à la fin de 2014, le groupe commence à enregistrer une trilogie. Ainsi, un deuxième EP, Un poco más!!, est publié en décembre 2014. Enfin, en juillet 2015, leur troisième EP, Ahora o Nunca ..., est publié. Quelques semaines plus tard, ils annoncent une pause indéfinie à la fin de l'année, en parallèle à la sortie de l'album En defensa propia.
À la mi-2017, ils annoncent leur retour sur leur page Facebook pour un concert unique célébrant leur 20e anniversaire au festival Pintor Rock. Il est également annoncé que, avec l'aide de Maldito Records, les trois EP seront réédités sur un seul disque, sous le nom de Trilogía. Boom Boom Produccions annonce une tournée du groupe d'ici 2018. Ils sont notamment annoncés au festival Viña Rock avec notamment Russkaja, Non Servium, Sexy Zebras, et Morodo.

## Membres
- Placi - basse, chant
- Gabi - guitare, chœurs
- Javi (Peke) - guitare, chœurs
- Arnaiz - batterie, chœurs

## Discographie
- 1998 : Segismundo Toxicómano
- 2000 : Mundo tóxico
- 2001 : Un, dos, tres, fuego
- 2004 : Escapa!
- 2005 : Auschwitz 05
- 2007 : Balance de daños
- 2009 : Una bala
- 2011 : Ke no cunda el pánico
- 2014 : ...En Este Infierno
- 2014 : Un poco Más!!!
- 2015 : Ahora o Nunca...
- 2017 : Trilogía